# 奥莫特 (姓)
奥莫特是使用于挪威的挪威語姓的译名。以下知名人物使用此姓：
- 亚历山大·奥莫特·希尔德（1992年9月21日－），挪威高山滑雪运动员
- 谢蒂尔·安德烈·奥莫特（1971年9月2日－），挪威滑雪运动员
- 朗希尔德·奥莫特（1980年9月9日－），挪威手球运动员

此外，奥莫特也是使用于挪威的挪威語姓的译名。以下知名人物使用此姓：
- 克里斯托弗·奥莫特（1889年3月26日－-1955年3月22日），挪威记者、杂志编辑、政治家、电影管理员。
- 罗尔夫·奥莫特（1934年9月28日－），挪威画家、电影导演、摄影师。